# Lương Nguyên Đế
Lương Nguyên Đế (梁元帝), tên thật là Tiêu Dịch (chữ Hán: 蕭繹; 508 – 555), là vị vua thứ ba của nhà Lương thời Nam Bắc triều trong lịch sử Trung Quốc, cai trị từ năm 552 đến năm 555.

## Tiểu sử
Tiêu Dịch tên tự là Thế Thành (世誠), lúc nhỏ còn có tên là Thất Phù, con trai thứ 7 của Lương Vũ Đế Tiêu Diễn. Khi lên 6 tuổi, Tiêu Dịch đã được phong tước Tương Đông vương.
Lớn lên, ông được vua cha sai trấn thủ Hình Châu. Sau đó, Tiêu Dịch đồng thời là Đô đốc các châu Hình, Ung, Tương, Ty, Trình, Ninh, Lương, Nam Bắc Tần, Trấn Tây Tướng quân. Địa phận do Tiêu Dịch quản lý gồm: Phía Đông kéo dài đến phần đất tiếp giáp giữa tỉnh Hồ Bắc và Giang Tây ngày nay; phía Nam đến biên giới Hồ Nam, Vân Nam; phía Bắc đến Tương Dương; phía Tây đến Hán Trung thuộc Thiểm Nam, những trấn trọng yếu thuộc thượng lưu sông Trường Giang đều nằm trong sự cai quản của Tiêu Dịch. Từ đời Đông Tấn, các chính quyền Nam triều đều dựa vào thế lực quân sự của hai châu Dương Châu và Hình Châu mà tồn tại, phát triển.

## Tranh ngôi trong nội tộc

### Biến loạn Đài Thành
Lương Vũ Đế vốn có người con nuôi là Tiêu Chính Đức, định lập làm người kế vị, nhưng sau này lại lập người con ruột lớn nhất là Tiêu Thống làm Thái tử. Nhưng Tiêu Thống lại mất trước Vũ Đế. Vũ Đế không lập Hoàng thái tôn Tiêu Sát (con Thống) mà lập con thứ Tiêu Cương làm Thái tử kế vị. Vì vậy trong nội tộc nhà Lương có sự rạn nứt.
Ngoài Tiêu Sát và Tiêu Chính Đức có ý định giành ngôi Thái tử từ tay Tiêu Cương, một số hoàng tử khác cũng nuôi ý định đó, trong đó có Tiêu Dịch. Những người con, cháu Lương Vũ Đế khi đó bất bình, bèn tìm cách dựa vào các nước đối địch miền Bắc là nhà Tây Ngụy và nhà Bắc Tề.
Phản thần Hầu Cảnh biết nội tình nhà Lương, câu kết với Tiêu Chính Đức làm phản, hứa tôn làm vua. Được Chính Đức tiếp tay, năm 548, Hầu Cảnh mang quân đánh thẳng vào Kinh thành Kiến Khang.
Nghe tin Kinh thành Kiến Khang bị bao vây nhưng Tiêu Dịch không hề phái đại binh đến ứng cứu cha và anh mình. Khi Lương Vũ Đế bị vây, ông chỉ phái đi vẻn vẹn 1 vạn kỵ binh và bộ binh dưới quyền Vương Tăng Biện đến tiếp viện Kiến Khang. Vị vây ngặt, Lương Vũ Đế phải bỏ Kiến Khang chạy vào Đài Thành. Nhưng không lâu, tới đầu năm 549, Đài Thành bị Hầu Cảnh đánh chiếm, đoàn thủy quân của Hình Châu bị Hầu Cảnh bắt hết, chỉ còn Vương Tăng Biện cùng mấy tướng lãnh chạy thoát về Giang Lăng. Lương Vũ Đế bị Hầu Cảnh giam lỏng và bỏ đói tới chết.
Hầu Cảnh không lập Tiêu Chính Đức như đã hứa mà chỉ phong cho tước nhỏ, rồi lập đương kim Thái tử Tiêu Cương lên ngôi, tức Lương Giản Văn Đế. Các con Vũ Đế ngoại trừ Tiêu Cương đã bị Hầu Cảnh quản thúc, chỉ còn người anh thứ ba của Tiêu Dịch là Thiệu Lăng Vương Tiêu Luân.

### Nhờ Tây Ngụy giết anh
Lúc Hầu Cảnh khởi binh làm phản, Luân giữ chức Bắc phạt Đại đô Đốc thống lãnh ba quân đánh Hầu Cảnh. Đến khi Đài Thành bị phá, Tiêu Luân chạy đến Cối Kê, rồi từ Cối Kê chạy sang Trình Châu (Vũ Xương), và Luân là minh chủ đối địch với Hầu Cảnh.
Trong bối cảnh đó, Tiêu Dịch không lo đối phó với Hầu Cảnh mà lại sai Vương Tăng Biện dẫn 1 vạn thủy quân vây đánh Trình Châu hòng bắt Tiêu Luân. Tiêu Luân phải chạy đến Hán Đông. Tiêu Dịch sai sứ đi gặp Vũ Văn Thái - quyền thần nhà Tây Ngụy - thương lượng cắt đất với mục đích nhờ Tây Ngụy tiêu diệt Tiêu Luân. Vũ Văn Thái phái Đại tướng Dương Trung tiến đánh Hán Đông. Dưới sự chỉ huy của Dương Trung, quân Tây Ngụy đã bắt sống được Tiêu Luân, sau đó giết chết.

### Nhờ Tây Ngụy giết em
Hầu Cảnh thao túng Giản Văn Đế Tiêu Cương, cầm quyền trong triều. Tháng 8 năm 551, Cảnh phế truất và giết chết Tiêu Cương, lập một người cháu Lương Vũ Đế là Tiêu Đống lên ngôi. Nhưng chỉ sau một thời gian ngắn, Hầu Cảnh phế và giam Tiêu Đống, tự lập làm Hoàng đế, xưng hiệu là Hán.
Tiêu Dịch ở Giang Lăng lúc này mới chính thức tuyên chiến với Hầu Cảnh. Ông truyền lệnh cho Vương Tăng Biện và Trần Bá Tiên thảo phạt Cảnh.
Trong khi Hầu Cảnh chưa diệt được thì một người em khác là Thứ sử Ích Châu - Vũ Lăng Vương Tiêu Kỷ, vốn là con thứ 8 của Vũ Đế, lại trở thành đối tượng tranh chấp với Tiêu Dịch.
Từ năm Đại Đồng thứ 3 (537), Tiêu Kỷ được bổ nhiệm làm Đô đốc Ích Châu, Lương Châu... cả thảy 13 châu, đồng thời làm Thứ sử Ích Châu. Đến năm 552, Tiêu Kỷ đã trấn thủ Lương Châu, Ích Châu cả thảy hơn 16 năm, có trong tay 4 vạn tinh binh, 8.000 con ngựa. Sau khi Giản Văn Đế Tiêu Cương bị giết, Tiêu Kỷ xưng đế ở Ích châu.
Tiêu Kỷ giành ngôi với Tiêu Dịch, thống lãnh 3 vạn thủy quân đánh thẳng xuống Giang Lăng. Thấy Tiêu Kỷ mạnh mẽ, lại bị Hầu Cảnh đánh kẹp từ phía đông, Tiêu Dịch liệu thế không chống nổi, liền sai sứ thần đến Tây Ngụy xin binh đánh Tiêu Kỷ. Tiêu Dịch ra lệnh cho cháu là Nghi Phong Hầu Tiêu Tuân, Thứ sử Lương Châu (Nam Thiểm Tây) rút khỏi thủ phủ Lương Châu là Nam Trịnh (Hán Trung, Thiểm Tây) và cắt thành Nam Trịnh cho Tây Ngụy.
Tây Ngụy liền phái đại quân đánh xuống Lương Châu, chiếm được Ích Châu. Tiêu Kỷ chưa đến được Giang Lăng thì hậu quân đã mất, phía trước lại bị Tiêu Dịch chặn đánh. Sau đó không lâu, Tiêu Dịch bắt sống được Tiêu Kỷ và giết chết ở cửa khẩu Vu Giáp.

### Diệt Hầu Cảnh, lên ngôi Hoàng đế
Tiêu Dịch thực hiện xong mục đích tiêu diệt thế lực anh em của mình, nhưng Lương Châu, Ích Châu đã mất, Tương Dương bị Tây Ngụy khống chế, Giang Lăng lại rơi vào nguy khốn. Lúc đó, Hầu Cảnh dẫn binh đánh chiếm Giang Châu, Trình Châu, xua quân đến Giang Lăng, tiến thẳng vào Ba Lăng (Nhạc Dương, Hồ Nam). Tiêu Dịch sai Trường Ninh Công Vương Tăng Biện đánh lui Hầu Cảnh, giành lại Giang Châu, Trình Châu.
Sau đó, Vương Tăng Biện và Trần Bá Tiên đánh thẳng vào Cô Thục (An Huy) rồi thừa thắng xua quân vào Kiến Khang. Tháng 11 năm 552, Hầu Cảnh bỏ chạy rồi bị giết.
Dự Chương Vương Tiêu Đống sau khi bị Hầu Cảnh phế truất giáng làm Hoài Âm Vương và quản thúc trong ngục được giải thoát cùng hai người em. Lúc này họ chạy về Giang Lăng với Tiêu Dịch. Vương Tăng Biện theo lệnh Tiêu Dịch, bắt cả ba anh em Tiêu Đống nhận chìm xuống nước đến chết.
Tháng 11 âm lịch năm 552, Tiêu Dịch xưng đế ở Giang Lăng (Kinh Châu, Hồ Bắc), tức Lương Nguyên Đế. Để thưởng công cho các tướng, Lương Nguyên Đế phong Vương Tăng Biện làm Đại tư mã, Thứ sử Dương Châu, chịu trách nhiệm vùng phía đông, tướng Vương Lâm được phong làm Thứ sử Quảng Châu, tướng Trần Bá Tiên được phong làm Thứ sử Giang Châu, tước Trường Thành Hầu, chịu trách nhiệm phòng thủ Giang Khẩu (Trấn Giang, Giang Tô). Đến khi Lương Nguyên Đế triệu Vương Tăng Biện về Giang Lăng, Trần Bá Tiên được cử thay Vương Tăng Biện.

## Bị Tây Ngụy diệt

### Gây hấn với Tây Ngụy
Nhà Lương sau loạn Hầu Cảnh và sự can thiệp của nhà Tây Ngụy bị hậu quả nặng nề. Lúc Tiêu Dịch mới lên ngôi ở Giang Lăng, nhân dân không đầy ba vạn hộ. Các quận ở Giang Bắc phần nhiều bị nhà Bắc Tề lấn chiếm. Lương Châu, Ích Châu đã hoàn toàn rơi vào tay Tây Ngụy. Cả một dải Ung Châu lại trở thành đất của Tây Ngụy, phần đất đai của nhà Lương nằm ở bắc sông Hán Thủy đều thuộc về Tây Ngụy. Nước Lương bị thu hẹp rất nhiều so với thời Lương Vũ Đế.
Trước đây Tiêu Dịch xưng thần với Tây Ngụy, nhưng sau khi làm Hoàng đế, ông không xưng thần nữa. Tây Ngụy sai sứ là Vũ Văn Nhân Thứ đến Giang Lăng thăm hỏi, Lương Nguyên Đế tiếp sứ sơ sài, đồng thời còn biểu lộ cho ông ta thấy nước Lương đã thống nhất, rằng Lương Châu, Ích Châu và những địa phận do Tây Ngụy chiếm lấy nay phải trả lại cho nước Lương. Vũ Văn Thái ở Tây Ngụy nghe vậy đùng đùng nổi giận, nói:
Ông Trời muốn diệt người này rồi, bây giờ thì không ai cứu được hắn!
Vũ Văn Thái cùng các triều thần tính chuyện thôn tính luôn Giang Lăng. Tây Ngụy chuẩn bị sẵn một phương án thành lập một quốc gia chư hầu ở phía nam với con bài Nhạc Dương Vương Tiêu Sát (519 – 562). Tiêu Sát vốn là con thái tử Tiêu Thống, năm 546 được phong làm Thứ sử Ung Châu. Sát tấn công đại bản doanh Giang Lăng của Tiêu Dịch thất bại, chạy sang hàng phục Tây Ngụy, được nhà Tây Ngụy cho quân bảo vệ. Tiêu Sát được Tây Ngụy phong làm Lương Vương, dự định đưa về làm Vua nước Lương thay Tiêu Dịch.
Tháng 9 âm lịch năm 554, các tướng Vu Cẩn, Vũ Văn Hộ, Dương Trung dẫn 5 vạn bộ binh kỵ binh, chỉ huy quân Tây Ngụy tiến đến Tương Dương. Tiêu Sát có tham gia đội quân này, tiến về Giang Lăng.
Lúc này lực lượng của Trần Bá Tiên, Vương Tăng Biện và con là tướng Vương Lâm (526 - 573), Thứ sử Quảng Châu đều ở xa Giang Lăng không về kịp. Quân Tây Ngụy đến gần, Lương Nguyên Đế vẫn mải đứng giảng "Đạo đức kinh" của Lão Tử cho triều thần trong suốt 9 ngày.
Tình hình nguy cấp, Tạ Đáp Nhân đề nghị tập hợp toàn quân trong thành Giang Lăng quyết một trận tử chiến. Ban đầu Nguyên Đế chấp thuận, lại gả công chúa cho Đáp Nhân. Nhưng sau đó, Nguyên Đế lại nghe lời gièm pha của Vương Bao, cho rằng Đáp Nhân từng phục vụ Hầu Cảnh, nên lại ra lệnh thu hồi binh quyền của Nhân. Nhân uất ức mà chết.
Ngày 14 tháng 11 âm lịch (23 tháng 12 năm 554), đại quân Tây Ngụy bao vây Giang Lăng, ngày 29 (tức 7 tháng 1 năm 555) thì phá thành, bắt sống các tướng cùng Lương Nguyên Đế, giao cho Tiêu Sát.

### Tránh bị hạ nhục
Biết Tiêu Sát sẽ tìm cách hạ nhục mình, Tiêu Dịch liền nghĩ ra cách tránh. Ông nói với người canh giữ là Bộc xạ Trưởng Tôn Liêm:
Ta có nghìn vàng ở trong thành nội, nếu ông dẫn ta đến đó. Ta sẽ chỉ cho chỗ giấu, số vàng ấy sẽ là của ông
Trưởng Tôn Liêm mừng rỡ, giải Tiêu Dịch vào thành nội. Nhưng khi vào đến trong thành, Tiêu Dịch thú nhận:
Thú thật ta đã nói dối ông. Ta là vua, để vàng trong kho, làm sao mà phải chôn giấu vàng? Chỉ vì ta muốn tránh xa Tiêu Sát một chút để hắn đừng làm nhục ta thôi.
Trưởng Tôn Liêm bị lừa nên bực tức, khi trở lại quân doanh, Liêm cùng Tiêu Sát ra sức khuyên Đại tướng Vu Cẩn giết Tiêu Dịch.
Biết mình không tránh khỏi cái chết, suốt ngày Tiêu Dịch uống rượu và làm thơ buồn.
Tháng 12 âm lịch năm 554 (đầu năm 555 dương lịch), Vu Cẩn chấp thuận đề nghị của Tiêu Sát, sai Phó Chuẩn giết chết ông. Lúc đó Lương Nguyên Đế 47 tuổi. Nhiều tôn thất nhà Lương cũng bị hành hình.
Chỉ có Tiêu Phương Trí, con nhỏ của Lương Nguyên Đế không có mặt ở Giang Lăng nên thoát nạn, sau được Trần Bá Tiên lập làm Lương Kính Đế. Trăm họ Giang Lăng hơn 1 vạn người bị Tây Ngụy chia cho tướng sĩ làm nô lệ và bị dẫn hết về vùng Quan Trung.
Cục diện chính trị ở Giang Nam thay đổi dữ dội. Tây Ngụy đem Giang Lăng thành không nhà trống này giao cho là Tiêu Sát coi giữ. Tiêu Sát thành lập Hậu Lương, tức là Lương Tuyên Đế, thực quyền chỉ có ở vùng Giang Lăng, thần phục nhà Tây Ngụy, tồn tại cho đến năm 587.

## Chuộng sách vở
Lương Nguyên Đế rất coi trọng việc học hành. Bản thân ông cũng là người có nhiều kiến thức. Ông thường tự ví mình với Gia Cát Lượng, Hoàn Ôn và được đánh giá là người có học nhất trong họ Tiêu nhà Lương.
Sử sách ghi lại rằng, Tiêu Dịch đã soạn các sách:
- Truyện về các nhân vật hiếu đức, trung thần 30 quyển
- Truyện Đôn Dương doãn 10 quyển
- Chú giải Hán thư 50 quyển
- Bình chú Chu Dịch 10 quyển
- Nội chiến bác yếu 100 quyển
- Chú giải Ngọc thao kim lâu tử, Lão Tử 4 quyển
- Cổ kim toàn đức chí kinh nam đại cống chức đồ, cổ kim tính danh lục 1 quyển
- Phệ kinh 12 quyển
- Văn tập 50 quyển

Trong điện Các Trúc của ông chứa 14 vạn quyển sách. Vì mắt ông bị chột nên khó xem sách, ông thường sai người hầu đọc cho nghe.
Hồi Tiêu Dịch còn làm Tương Đông Vương, sau khi giải quyết công việc ban ngày, tới đêm ông lại gọi quan Thị độc lên đọc sách cho mình. Quan thị độc đọc hồi lâu, thấy Tiêu Dịch lim dim mắt, tưởng rằng ông đã ngủ, nên đọc lướt cắt xén cho nhanh xong. Lúc đọc hết, viên Thị độc định rút lui thì Tiêu Dịch bật dậy quát lớn, gọi người đến bắt viên Thị độc trị tội.
Khi thành Giang Lăng bị bao vây, Lương Nguyên Đế đã ra lệnh thiêu hủy 14 vạn quyển sách rất có giá trị, gây tổn thất cho kho tàng văn hóa của Trung Quốc.

## Tính cách
Lương Nguyên Đế được đánh giá là người có tính nhỏ nhen, chỉ là người khôn vặt, còn tư cách thì kém.
Tiêu Dịch không có đủ tài năng để bình định loạn lạc, nên chỉ dựa vào sức Tây Ngụy nhằm tiêu diệt những người trong nhà. Cơ đồ mà ông giành được cũng nhỏ yếu, không tương xứng với nước Lương của cha trước đây và nhanh chóng bị mất về tay Tây Ngụy khi ông tìm cách ly khai khỏi sự kiềm chế của nước này.
Cô ruột Tiêu Dịch là Công chúa Nghĩa Hưng Chiêu Trường được gả cho Vương Bân, sinh ra 7 người con đều thông tuệ. Tiêu Dịch có tính đố kỵ, để làm nhục nhà đó, ông sai tên gia nô Vương Diễn của mình đổi tên thành Vương Bân giống như chú rể, có ý ám chỉ anh em họ Vương chỉ đáng làm gia nô.
Sử sách ghi lại rằng vì coi thường tư cách của Tiêu Dịch mà vương phi Từ Chiêu Bội thường chỉ trang điểm nửa mặt mỗi khi gặp ông và không nhìn thẳng vào ông.

## Niên hiệu
Niên hiệu duy nhất mà Lương Nguyên Đế sử dụng trong thời gian ở ngôi:
- Thừa Thánh (承聖) 552-555

## Thông tin cá nhân

### Hậu phi
- Từ Chiêu Bội (徐昭佩)：vương phi lúc Nguyên Đế chưa đăng cơ, tự sát năm 549, sinh Tiêu Phương Đẳng, Tiêu Hàm Trinh
- Vương quý tần：sinh Tiêu Phương Chư, Tiêu Phương Lược
- Viên quý nhân：sinh Tiêu Phương Củ
- Hạ quý phi：sinh Kính đế Tiêu Phương Trí
- Vương lương nhân： muội muội Vương quý tần

### Hậu duệ
- Trưởng tử Tiêu Phương Đẳng (蕭方等)： Tương Đông Vũ Liệt thế tử
- Thứ tử Tiêu Phương Chư (蕭方諸)： Tương Đông Trinh Huệ thế tử
- Tứ tử Tiêu Phương Củ (蕭方矩)： Nam An hầu → Mẫn Hoài thái tử
- Cửu tử Tiêu Phương Trí (蕭方智)： Hưng Lương hầu → Tấn An vương → Lương Kính Đế → Giang Âm vương
- Thập tử Tiêu Phương Lược (蕭方略)： Thủy An vương
- Đệ tam, ngũ, lục, thất, bát tử tảo tử.
- Nhất nữ Tiêu Hàm Trinh (蕭含貞)： Ích Xương Công chúa